# Paul Fusco
Paul Fusco (New Haven, Connecticut, 29 de enero de 1953) es un productor de cine y televisión y guionista estadounidense. Fusco es el creador, guionista y productor de la serie de televisión ALF. En esta serie además prestaba su voz al melmaquiano protagonista. También es el vicepresidente de Alien Productions

## Carrera
Como estudiante, Paul Fusco trabajó en el departamento audiovisual de la Escuela Secundaria Hamden en Hamden, Connecticut, donde su interés por la televisión y el cine comenzó. Su carrera incluyó un período de realizar en el programa de TV local de niños y el trabajo varios otros que incluyó títeres y magia de escenario / ventriloquia. A principios de 1980, se reunió con los constructores de títeres y titiriteros compañeros Bob Fappiano y Lisa Buckley, quienes estaban iniciando su carrera dentro de la industria de la televisión, y se unió a su equipo. Juntos hicieron varios especiales de televisión para HBO, Showtime y otros como The Crown Of Bogg y el Día de San Valentín que casi no lo era.

## Filmografía
- Películas

| Año  | Película         | Papel                                      | Notas |
| ---- | ---------------- | ------------------------------------------ | ----- |
| 1996 | ALF, la película | Productor ejecutivo, guionista, voz de ALF |       |

- Televisión

| Año       | Programa | Papel                                               | Notas |
| --------- | -------- | --------------------------------------------------- | ----- |
| 1986-1990 | ALF      | Creador, guionista, productor ejecutivo, voz de ALF |       |